# Heart to Heart (アルバム)
『Heart to Heart』（ハートトゥーハート）は、槇原敬之18枚目のオリジナル・アルバム。2011年7月27日、Buppuレーベルから発売された。

## 概要
『不安の中に手を突っ込んで』から1年1か月ぶり。独自レーベル「Buppuレーベル」初作品。
本作は、独自レーベル初のオリジナル盤であり、レーベルによるTwitterやYouTubeでのデモ音源、ミュージック・ビデオ公開など、積極的にプロモーション活動が行われた。
初回限定生産盤は特典DVD同梱。シングル「林檎の花」配信限定シングル「Remember My Name」2曲のミュージック・ビデオを収録。
初回盤・通常盤初回プレスに購入者限定で本作を携えたコンサート・ツアー『Makihara Noriyuki Concert Tour 2011-12 "Heart to Heart"』チケット先行予約応募方法記述されたフライヤーと『SYMPHONY ORCHESTRA CONCERT "cELEBRATION 2010" 〜Sing Out Gleefully!〜』DVDまたはCDとのW購入者限定特典応募ハガキ封入。
2011年9月から2012年1月にかけ全43公演という槇原として1994～1995年度開催『WELCOME TO MY PHARMACY』に次ぐ最大規模となるコンサートツアー『Makihara Noriyuki Concert Tour 2011-12 "Heart to Heart"』を開催。
コンサート模様収録DVD『Makihara Noriyuki Concert Tour 2011-12 "Heart to Heart"』が2012年4月25日発売。

## 収録曲
全作詞・作曲・編曲: 槇原敬之
1. 二つのハート [5:12]
  - 本アルバムのテーマ曲。
2. Jewel In Our Hearts (Japanese Ver.) [5:20]
  - バックストリート・ボーイズのニック・カーターに提供した楽曲のセルフカバー。
  - 先行配信版とイントロが若干異なる。
3. 犬はアイスが大好きだ [3:59]
  - 黒木ユタカによるミュージック・ビデオが制作。
  - 着うたで、他曲よりも1週間早い7月6日から先行配信。
4. LUNCH TIME WARS [3:39]
  - 日本テレビ系『ヒルナンデス!』オープニングテーマ曲（正式曲名が決定されるまで「LUNCH TIME WARS〜汐留OL編（うそ）〜」と表記）。同番組の出演者が総出演したミュージック・ビデオが制作された。槇原も出演者と絡む形で登場している。
  - アルバム制作のきっかけになった曲で、本曲が出来てから他曲が次々生まれた。
5. 林檎の花 [5:12]
  - 41枚目のシングル。
  - JR東日本東北新幹線新青森開業キャンペーン「MY FIRST AOMORI」CMソング。
6. Appreciation [5:05]
  - 東日本大震災で被災した福島第一原子力発電所事故を主題として、当たり前に思っていたものが失われた時、「感謝すること」、「当たり前に思わないこと」ことが、どれだけ大事なのかがこの曲のテーマ[1]。
  - それにより東京電力・福島第一原子力発電所・事故そのものを擁護しているとネット上で批判されたが、槇原はそれらの解釈を「全くの誤解」であるとしている[2]。
7. White Lie [5:24]
  - 槇原はこの曲の意味を「方便の意」と語り、歌詞は東日本大震災の被災者の様子を描き、震災の事を「これは何かきっと大きなことを僕らに気づかせるための方便なんだと思ったら、僕は未来が明るく感じられた」「みなさんにもそれを感じてもらいたいと思い歌を通して表現してみました」と述べている。
8. 風は名前を名乗らずに [5:41]
  - フジテレビ系『僕らの音楽』で本曲演奏時、瀬木貴将と共演。
9. 軒下のモンスター [4:52]
  - ミュージック・ビデオも制作。
10. Remember My Name [5:39]
  - 配信限定シングル。
  - MBSテレビ夕方『VOICE』「JUMP OVER WOMEN CANCER」コーナーテーマ曲。
11. 今日の終わりにありがとうを数えよう [5:27]

## 初回限定盤DVD
1. 林檎の花
2. Remember My Name

## 演奏
- 佐橋佳幸
  - Acoustic Guitar（1.5.8.10）
  - Electric Guitar（1.3.8.10)
  - Banjo（1）
  - Mandolin（5.8）
  - Tiple & Melodica（5）
  - Nylon Strings Guitar（7）
  - Requinto Guitar（8）
- 石成正人
  - Acoustic Guitar（2.3.6.7）
  - Electric Guitar（2）
- 大石真理恵
  - Timbales,Bongo,Conga,Tambourine,Guiro,Viblaslap（3）
  - Bodhran,Bomgo,Darbukka,Rain Stick,Mallet Conga,Caxixi,Bird　Call,Bell,Cymbal,Wind Chime,OM Bell,Finger Cymbal（8）
- 村田陽一：Trombone, Bass Trombone & Brass Arrangement（3）
- 西村浩二：Trumpet（3）
- 山本拓夫：Tenor Saxophone（3）
- Tomi Yo：Strings Arrangement（7.8.11）
- 吉田宇宙ストリングス：Strings（7.11） 
  - 吉田翔平、雨宮麻未子、伊藤彩、高瀬真由子、徳永希和子、南條由起、丹羽洋輔、三國茉莉：1st Violin
  - 執行恒宏、沖増菜摘、納富彩歌、三又治彦、村井俊朗、矢野小百合：2nd Violin
  - 南かおり、菊池幹代、生野正樹、松本由梨：Viola
  - 堀沢真己、玉川克、村中俊之、ロビン・デュプイ：Cello
  - 一本茂樹、谷口博文：Contrabass
- 吉田翔平：Fiddle（8）
- 松本圭司：Piano（11）
- 川崎鉄平：Wood Bass（11）